# Бодрийяр, Жан
Жан Бодрийя́р (фр. Jean Baudrillard; 27 июля 1929, Реймс, Франция — 6 марта 2007, Париж, Франция) — французский социолог, культуролог и философ-постмодернист, фотограф, преподавал в Йельском университете.

## Биография
Родился в городе Реймсе в семье служащего. Получил филологическое образование и начал свою научную карьеру как германист. Бодрийяр неоднократно подчёркивал, что в своей семье он был первым, кто получил систематическое образование.
Ранние работы были посвящены Фридриху Ницше и Мартину Лютеру. Особенно его интересовали проблемы, связанные с творчеством Фридриха Гёльдерлина. Его первые печатные работы носили литературно-критический характер. Это были эссе, опубликованные в левом журнале «Les Temps modernes» в 1962—1963 годах. В то же время Бодрийяр увлёкся фотографией (в 1963 он выпустил альбом своих фотографий).
В 1960-х годах Бодрийяр опубликовал переводы на французский таких писателей, как Петер Вайс («Марат/Сад») и Бертольт Брехт («Разговоры беженцев»). В 1960-х годах под влиянием работ Анри Лефевра и Ролана Барта его интересы сместились в сторону социологии.
В конце 1960-х годов Бодрийяр сотрудничает с радикальными левыми журналами «Utopie» и «Traverses». В это время его общественно-политические взгляды во многом близки ситуационизму. Однако Бодрийяр не принимал никакого участия в социальных протестах 1968, а по их завершении порвал с радикальным левым движением.
Первыми значительными работами Бодрийяра в области социологии стали «Система вещей» (1968) и «Общество потребления» (1970). Методология этих работ, посвященных анализу общества потребления, испытала определённое влияние марксизма. В 1972 году Бодрийяр выпустил в свет книгу «К критике политической экономии знака», в которой подверг серьёзной реформе методы политической экономии.
В следующей работе, «Зеркало производства» (1973), Бодрийяр в провокативной манере нападает на марксизм как на выражение чисто буржуазного взгляда на мир. Он обвиняет марксизм в неадекватном изображении пред-модернистских обществ, главную роль в функционировании которых, по мнению Бодрийяра, играло вовсе не материальное производство, а символический обмен. В работе «Символический обмен и смерть» (1976) Бодрийяр развивает свою концепцию символического обмена. Опираясь на концепции Марселя Мосса и используя эстетику Жоржа Батая, Бодрийяр рисует генезис капитализма из докапиталистических социальных отношений, ставящих в центр не производство, а дарение и обмен.
В 1970-х Бодрийяр много путешествует по странам Западной Европы, Латинской Америки и США. Впоследствии результатом этого путешествия стала книга «Америка» (1986), ставшая одной из самых читаемых работ автора.
С середины 1970-х в центре внимания Бодрийяра — исследование новых средств массовой информации и коммуникаций.
4 января 1991 в газете «Libération» была опубликована знаменитая статья Бодрийяра «Войны в Заливе не будет», в которой он подверг анализу тактику действий массмедиа в ходе подготовки войны в Персидском заливе 1991 года. Эта публикация продолжилась серией статей на ту же тему. 28 февраля вышла заметка Бодрийяра «Война в Заливе на самом деле происходит?», а 29 марта — «Войны в Заливе не было».
Вскоре переработанный вариант статей лёг в основу книги Бодрийяра «Войны в Заливе не было», которая сделала Бодрийяра по-настоящему знаменитым. Этим провокационным вопрошанием Бодрийяр привлекает внимание читателей к феномену современных средств информации, осуществляющих распространение сведений о событиях в реальном времени. Изображение события на телеэкране как бы заменяет собой саму реальность, делая «излишним» само событие.

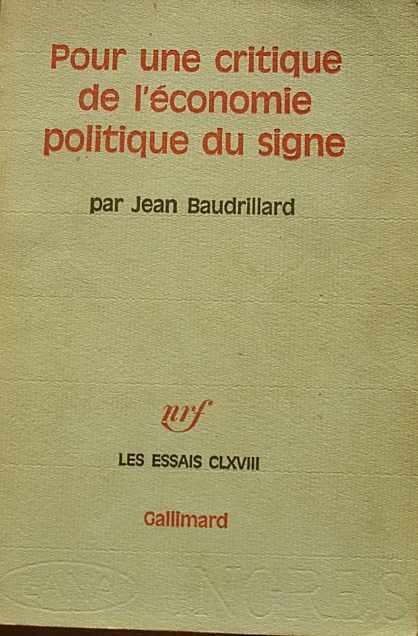
Обложка книги Жана Бодрийяра «К критике политической экономии знака»

## Основные идеи
Ввёл понятие гиперреальность как развитие марксистского понятия надстройка. Основа гиперреальности — симуляция. Единицами гиперреальности являются симулякры — знаки или несамотождественные феномены, отсылающие к чему-то другому, а потому симулятивные.
Бодрийяр развил учение о трёх порядках симулякров: копии, функциональные аналоги и собственно симулякры. К третьему порядку симулякров он относил все современные феномены, включая деньги, общественное мнение и моду. Они функционируют по принципу символического обмена.
Современную эпоху Бодрийяр называет эрой гиперреальности — надстройка определяет базис, труд не производит, а социализирует, представительные органы власти никого не представляют. Современную эпоху характеризует чувство утраты реальности. Последним бастионом реальности становится смерть («смерть, пожалуй, единственное, что не имеет потребительной стоимости»). На смерти основана любая власть и экономика. Но в этом случае смерть выступает не сама по себе, а как фантазм (представление). В искусстве Бодрийяр видит критическую и терапевтическую функции по возвращению реальности.

### Постмодернизм
Несмотря на то, что Бодрийяра нередко называют даже «гуру» постмодерна, сам он открещивался от подобных ярлыков. Так, в интервью по поводу «войны в заливе» Бодрийяр заявил, что «постмодерности» не было, а тем, кто называет его постмодернистом, он ответил в интервью с Майком Гейном (1993): 
«…Постмодернизм, как мне кажется, в изрядной степени отдает унынием, а то и регрессией. Это возможность мыслить все эти формы через своеобразное смешение всего со всем. Я не имею с этим ничего общего. Это ваше дело».

## Ранние работы: анализ потребления
В ранних работах («Система вещей», 1968; «Общество потребления», 1970) для Бодрийяра главный предмет изучения — сформировавшееся на Западе общество потребления. Объектами выступают вещи (товар) и знаки в семиотическом смысле. Определяющей и неотъемлемой чертой общества потребления является его собственная мифичность. Вне мифа современное общество просто не существует, «мифичность» входит в его «объективное» определение. Мифичность находится в измерении по ту сторону материальности / идеальности и является фундаментальным измерением общества; хотя потребление и может выражаться в коллективных представлениях или идеях, оно как специфический феномен не сводится к ним, равно как и к материальным (экономическим) практикам. Задачей Бодрийяра было выявить природу потребления как основополагающего измерения социальной жизни.
Для выполнения данных исследовательских задач Бодрийяр, в первую очередь, размежёвывается с тривиальной экономической антропологией «хомо экономикус», согласно которой потребности есть нечто, объективно присущее индивиду. В экономической теории потребностей вещи (предметы потребления) уже имеют те или иные качественные характеристики, а индивид нуждается в них, поскольку хочет удовлетворить свои потребности. Бодрийяр обращает внимание, что такой подход представляет собой замкнутую в себе тавтологию: индивид покупает вещь, потому что имеет в ней потребность, которая «естественно» направлена именно на те вещи, которые предлагаются на рынке. Наличие субъекта, обладающего потребностями в реальных предметах, является мифом потребления, который необходимо развенчать, чтобы вскрыть подлинную социальную логику потребления.
Согласно Бодрийяру, свойства вещей (товаров) существуют только в условиях приписывания вещам тех или иных социальных значений. Поэтому общую теорию потребления нельзя основывать ни на рациональной полезности вещей, ни на потребностях как таковых и их удовлетворении. Потребление как целостный социальный феномен может объяснить только теория социальных значений, поскольку вещи являются прежде всего социальными знаками, которые выстраиваются в определённой иерархии в процессе классификации и социальной дифференциации. Вещь (будь то товар, культурный объект и т. д.) как таковая ничего из себя не представляет, а, значит, является мифом: её ценность формируется в ходе социальных отношений и значений. Социальная логика постоянного различия и классификации выстраивает иерархию вещей и производит идеологический дуализм вещей и потребностей. Точно так же рационально потребляющий индивид является лишь наивной идеологической конструкцией, воспроизводящей старые религиозные представления: стремление к счастью. По Бодрийяру, «миф Счастья воспринимает и воплощает миф Равенства в модерных обществах». Идеология провозглашает равенство потребностей (то есть равенство всех индивидов перед потребляемыми предметами), однако на практике оказывается, что это равенство мнимое: система вещей создает социальную дифференциацию. Индивиды приписывают себе свободу, рациональность и стремление к счастью; критерием выступает удовлетворение потребностей. На самом деле процесс потребления носит исключительно социальный характер, его цель — воспроизводить систему вещей. Бодрийяр делает вывод:
Истина потребления состоит в том, что оно является  функцией не удовольствия… функцией не индивидуальной, но непосредственно и всецело коллективной.

## Интересные факты
- В фильме «Матрица» Нео достает компьютерный диск из книги Жана Бодрийяра «Симулякры и симуляция». Эта книга является популярной критической теорией, пытающейся объяснить, где «реальность», а где, собственно, «симулякры и симуляция». Когда Нео достает из книжки спрятанный там диск, он открывает её на главе «О нигилизме». В первом приближении, нигилизм — это философская точка зрения, представляющая собой отрицание общепринятых ценностей: идеалов, моральных норм, культуры, форм общественной жизни.
- В интервью журналу «Le Nouvel Observateur», 19 июня 2003 г., Бодрийяр утверждал, что «Матрица» неправильно понимает и искажает его работу «Симулякры и симуляции»[5].
- В рассказе Виктора Пелевина «Македонская критика французской мысли» Бодрийяр фигурирует как основной объект нападок со стороны главного героя Кики[значимость факта?].

### На русском языке
- Меланхолический Ницше // Эксперт : журнал  / Н. Архангельская. — 2002. — 29 апреля (№ 17 (324)).
- Самарская Е. Жан Бодрийяр и его вселенная знаков // Общество потребления. Его мифы и структуры / Жан Бодрийяр. — М., 2006. — С. 251—264.
- Дьяков А. В. Жан Бодрийяр: Стратегии «радикального мышления» / под ред. А. С. Колесникова. — СПб.: Изд-во С.-Петерб. ун-та, 2008. — 357 с.
- Фурс В. Н. Радикальная социологическая теория Жана Бодрийяра // Социологический журнал. — 2002. — № 1.
- Дьяков А. В. Теоретическое насилие» Жана Бодрийяра // Философия постструктурализма во Франции : монография / А. В. Дьяков. — Москва — Нью-Йорк — Санкт-Петербург : Northern Cross, 2008. — 363 с.
- Бодрийяр Ж. [lib.ru/FILOSOF/BODRIJAR/silent.txt В тени молчаливого большинства, или конец социального] = A l’ombre des majorités silencieuses, ou la fin du social / пер. с фр. Н. В. Суслова. — Екатеринбург: Издательство Уральского университета, 2000.
- Печенкина О. А. Этика симулякров Жана Бодрийяра (анализ постмодернистской рецепции этического) : автореф. дисс. на соиск. уч. ст. к. ф. н., на тему «Этика симулякров Жана Бодрийяра». — Тула, 2006.
- Ален де Бенуа, перевод А. Игнатьева. Ален де Бенуа: Жан Бодрийяр. Nouvelle École (2008, 2011).
- Insolarance Cult. Алексей Качалов о Жане Бодрийяре: взгляд изнутри. Сигма. (2020).
- Жан Бодрийяр, перевод А. Кардаша. Поимей свою мать!. Libération (2002).
- Мищенко М. А. Критика общества потребления в ранних трудах Жана Бодрийяра: этико-религиозная оценка // Теологический вестник Смоленской православной духовной семинарии. — 2022. — № 1(14). — С. 141—158.
- Мищенко М. А. Критика современного искусства в философской концепции Жана Бодрийяра // Теологический вестник Смоленской православной духовной семинарии. — 2022. — № 2(15). — С. 133—146.
- Мищенко М. А. Современная секулярная философия и христианская теология: проблематика взаимоотношений (на примере теологического анализа концепции Жана Бодрийяра) // Вера и наука: сборник материалов международной конференции. — Смоленск, 2022. — С. 7—14.
- Мищенко М. А. «Система вещей» Жана Бодрийяра: анализ отношений человека с вещами // Теологический вестник Смоленской православной духовной семинарии. — 2022. — № 3. — С. 120—150.
- Мищенко М. А. Теоретический гиперкритицизм Жана Бодрийяра в контексте постмодернистской социальной теории. // Теологический вестник Смоленской православной духовной семинарии. 2022. №4. С. 120 – 137.
- Мищенко М. А. Критика современных теорий гендера в произведении «Соблазн» Жана Бодрийяра // Теологический вестник Смоленской православной духовной семинарии. — 2023. — № 2. — С. 80—95.
- Мищенко М. А. Этические основания запрета на клонирование человека в критической концепции Жана Бодрийяра // Теологический вестник Смоленской православной духовной семинарии. — 2023. — № 4. — С. 92—104.
- Мищенко М. А. Критическая теория современных коммуникаций в концепции «симулякра» Жана Бодрийяра // Теологический вестник Смоленской православной духовной семинарии. 2025. №1. С. 154-165.
- Мищенко М. А. Постмодернистские ландшафты восприятия: между гиперреальностью Бодрийяра и тактильностью Беньямина // Теологический вестник Смоленской православной духовной семинарии. 2025. №2. С. 176-191.

### На французском языке
- Gauthier, Alain. Jean Baudrillard, une pensée singulière. — Lignes (éd.), 2008.
- Guillaume, Valérie. (Dir.) Jean Baudrillard et le Centre Pompidou. — Le Bord de l’eau (éd.), 2013.
- Neyraut, Michel. Hard Memories, en hommage à Jean Baudrillard. — Sens & Tonka (éd.), 2013.
- Leonelli, Ludovic. La Séduction Baudrillard. — Paris: Ecole nationale supérieure des beaux-arts (éd.), 2007.
- Majastre, Jean-Olivier. (Dir.) Sans oublier Baudrillard. — Lettre volée (éd.), 2003.
- L’Yvonnet, François. L’Effet Baudrillard, l'élégance d’une pensée. — François Bourin (éd.), 2013.

### На английском языке
- Genosko, Gary. Baudrillard and Signs. — L.: Routledge, 1994.
- Kellner, Douglas. Jean Baudrillard: From Marxism to Postmodernism and Beyond. — Cambridge and Palo Alto: Polity Press and Stanford University Press, 1989.
- Kellner, Douglas (ed.). Jean Baudrillard: A Critical Reader. — Oxford: Basil Blackwell, 1994.